# Amelita Baltar
María Amelia Baltar, conhecida como Amelita Baltar (Buenos Aires, 24 de setembro de 1940), é uma cantora argentina.
Tornou-se famosa a partir da década de 1970, quando começou a interpretar e gravar canções de Astor Piazzolla, com quem se casaria, e Horacio Ferrer. Antes do Tango, Amelita havia passado com destaque pela música folclórica argentina, gênero com o qual ganhou o Festival Nacional del Disco em Mar del Plata, logo sendo convidada por Piazzolla e Ferrer  para realizar a famosa ópera María de Buenos Aires que obteve grande êxito em sua passagem pela Europa. Se destaca além da voz, por sua forma dramática de se apresentar.
Uma de suas gravações mais conhecidas é de Balada para un loco da série das Três Baladas de Horacio Ferrer.

## Discografia
- Para usted... (1968)
- Maria de Buenos Aires (1969)
- Amelita Baltar con Piazzolla y Ferrer (1970)
- La bicicleta blanca (1971)
- Piazzolla, Baltar, Ferrer (1972)
- Cantándole a mi tierra (1973)
- Nostalgias (1978)
- Como nunca (1989)
- Tangamente (1993)
- Amelita Baltar (1994)
- Baltar com Piazzolla (1995 ed. Brasil)
- Astor Piazzolla Colección (1998 Ed. Alemanha)
- Leyendas (1999)
- Referencias (1999)
- Amelita de todos los tangos (2001)
- Amelita Baltar Canta Vinicius y Piazzolla - Bossa & Tango (2015)